# آن سافاج (دي جيه)
آن سافاج (بالإنجليزية: Anne Savage)‏ هي دي جيه بريطانية، ولدت في 18 يوليو 1969.

## وصلات خارجية
- الموقع الرسمي
- آن سافاج على موقع ميوزك برينز (الإنجليزية)
- آن سافاج على موقع أول ميوزيك (الإنجليزية)
- آن سافاج على موقع ديسكوغز (الإنجليزية)